# Walther Flemming

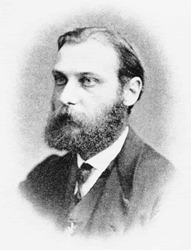
Walther Flemming.

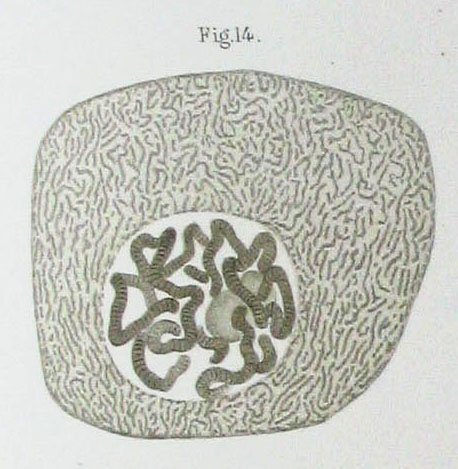
Cromosomas de polieteno en una célula de la glándula salivar. Uno de los 100 dibujos del libro Zellsubstanz, Kern und Zelltheilung de Flemming, 1882.

Walther Flemming (21 de abril de 1843, Sachsenberg, Alemania- 4 de agosto de 1905, Kiel) fue uno de los fundadores del estudio de la citogenética.

## Biografía
Fue el quinto y único hijo varón del psiquiatra Carl Friedrich Flemming (1799-1880) y su segunda esposa Auguste Winter. Cursó la enseñanza básica en el Gymnasium der Residenzstadt, donde uno de sus compañeros y posterior amigo de por vida fue el escritor Heinrich Seidel.
Flemming comenzó sus estudios de medicina en la Universidad de Rostock, graduándose en 1868. Posteriormente, sirvió como médico militar en 1870-1871 durante la guerra franco-prusiana. Desde 1873 hasta 1876 trabajó como profesor en la Universidad de Praga. En 1876 aceptó un puesto como profesor de anatomía en la Universidad de Kiel, donde permaneció hasta 1901, poco antes de su fallecimiento, y donde se convirtió en director del Instituto Anatómico.
Mediante el uso de tintes de anilina, consiguió encontrar una estructura que absorbía fuertemente los tintes  basófilos, y que denominó cromatina. Edouard Van Beneden (1846-1910) lo había observado independientemente también.
Flemming investigó también el proceso de la división celular y la distribución de los cromosomas en el núcleo hermano, proceso que denominó mitosis, de la palabra griega para el hilo. Sin embargo, no se dio cuenta de la separación en dos mitades idénticas, las cromátidas hermanas. Estudió la mitosis in vivo y en preparaciones cromadas, empleando como única fuente el material genético proveniente de las aletas y branquias de las salamandras. Estos resultados fueron publicados en 1882 en el volumen semanario Zellsubstanz, Kern und Zelltheilung (1882; Substancia celular, Núcleo y División celular). Basándose en sus hallazgos, Flemming hipotetizó por primera vez que todos los núcleos celulares provenían de otro núcleo anterior (de hecho, acuñó la frase omnis nucleus ex nucleus, siguiendo la de Rudolf Virchow: omnis cellula ex cellula).
Flemming desconocía el trabajo de Gregor Mendel (1822-1884) sobre la herencia, por lo que no hizo la conexión entre sus observaciones y la herencia genética. Dos décadas transcurrieron antes de que la importancia del trabajo de Flemming se hiciera verdaderamente visible con el redescubrimiento de las leyes de Mendel. Su descubrimiento de la mitosis y los cromosomas se considera uno de los 100 descubrimientos más importantes de todos los tiempos, y uno de los 10 más importantes de la biología celular.
El nombre de Flemming es honrado con la concesión de una medalla por la Sociedad Alemana para la Biología Celular (Deutschen Gesellschaft für Zellbiologie).